# باتريسيا غيريرو
باتريسيا غيريرو (بالإسبانية: Patricia Guerrero)‏ هي رامية الرمح ‏ بيروفية، ولدت في 22 أغسطس 1962.

## وصلات خارجية
- باتريسيا غيريرو على موقع أوليمبيديا (الإنجليزية)